# Le Royaume (film, 2007)
Pour les articles homonymes, voir Le Royaume (film), Le Royaume et The Kingdom.
Pour plus de détails, voir Fiche technique et Distribution.
Le Royaume (The Kingdom) est un film américano-allemand réalisé par Peter Berg et sorti en 2007.

## Synopsis
À Riyad, en Arabie saoudite, lors d'un match de softball, la zone de sécurité réservée notamment aux Américains et à leurs familles est la cible d'une fusillade suivie d'une attaque à la bombe. Les terroristes se sont notamment fait passer pour des policiers saoudiens. L'attentat fait plusieurs morts et blessés, mais il s'agit d'un piège pour attirer les autorités américaines en faisant exploser une bombe causant de gros dégâts et plus de 100 morts et 200 blessés. Parmi les victimes, Francis Manner, agent du FBI en poste sur place. Ce dernier était le meilleur ami et collègue de Ronald Fleury, mais également de la spécialiste en médecine légale de l'agence, Janet Mayes. En raison de ses excellentes relations avec le royaume du Moyen-Orient, le gouvernement des États-Unis, dont certains ressortissants figurent sur la liste des victimes, hésite à bouger : le département de la Justice et le département d'État entravent l'enquête. Qu'à cela ne tienne, Fleury parvient à se rendre sur place après de difficiles tractations et constitue une petite équipe afin de traquer les auteurs de l'attentat, elle comprend Mayes, mais aussi l'expert en démolition Grant Sykes et l'analyste Adam Leavitt.
À leur arrivée à Riyad, les enquêteurs américains sont accueillis par le colonel Faris Al Ghazi, responsable de l'enquête sur cette tragédie, avec lequel ils vont collaborer. Mais ils comprennent qu'il ne gère pas l'affaire et que leurs homologues saoudiens sont peu enclins à coopérer, les cantonnant à un simple rôle d'observateurs. Toutefois, grâce au professionnalisme d'Al Ghazi, devenu leur interlocuteur et avec lequel une complicité amicale commence à naître, Fleury parvient à gagner la confiance des Saoudiens et réussit à démarrer véritablement cette enquête. Les agents et Al Ghazi, accompagnés d'un subalterne, Haytham, remontent jusqu'au terroriste Abu Hamza, et débusquent de nombreux terroristes dans une planque avec des armes. Ils reçoivent alors l'ordre de quitter le pays, car il est considéré que leur tâche est à présent achevée, et ils prennent tous la route de l'aéroport.
C'est alors que Leavitt est enlevé par des terroristes. Après une longue course-poursuite dans les rues de la ville, ses coéquipiers réussissent à retrouver la trace des criminels, à secourir Leavitt et à découvrir la cachette d'Abu Hamza. Le chef terroriste est tué, mais Al Ghazi est gravement blessé au cours de la mission et meurt dans les bras de Fleury. De retour aux États-Unis, Fleury et son équipe sont félicités par leur patron.
Plus tard, le petit-fils d’Abu Hamza se souvient que son grand-père lui a demandé de le venger et de les tuer tous. C’est aussi ce que Fleury avait promis à Janet après la mort de Manner, lorsqu'il avait chuchoté à son oreille lors d'un briefing.

## Fiche technique
- Titre francophone : Le Royaume
- Titre original : The Kingdom
- Réalisation : Peter Berg
- Scénario : Matthew Michael Carnahan
- Musique : Danny Elfman
- Direction de la photographie : Mauro Fiore
- Montage : Colby Parker Jr. et Kevin Stitt
- Décors : Tom Duffield
- Direction artistique : A. Todd Holland
- Supervision de la direction artistique : Patrick M. Sullivan Jr.
- Costumes : Susan Matheson (en)
- Production : Michael Mann, Scott Stuber (en) et Tim Smythe (producteur : Abou Dabi)	
  - Coproduction : K. C. Hodenfield
- Sociétés de production : Universal Pictures, Relativity Media, Forward Pass, FilmWorks, MDBF Zweite Filmgesellschaft et thinkfilm[1]
- Sociétés de distribution : Universal Pictures
- Pays de production :  États-Unis,  Allemagne
- Langues originales : anglais, arabe
- Format : couleur — 2.35:1 — 35 mm — son SDDS, Dolby Digital, DTS
- Dates de sortie :
  - Royaume-Uni : 22 août 2007 (festival d'Édimbourg[2])
  - États-Unis : 28 septembre 2007
  - Belgique, France : 31 octobre 2007
- Classification[3] :
  - États-Unis : R
  - France : interdit aux moins de 12 ans

## Distribution
- Jamie Foxx (VF : Julien Kramer ; VQ : Benoit Éthier) : agent spécial Ronald Fleury
- Jennifer Garner (VF : Laura Blanc ; VQ : Aline Pinsonneault) : agent spécial Janet Mayes
- Chris Cooper (VF : Patrick Floersheim ; VQ : Sébastien Dhavernas) : agent spécial Grant Sykes
- Jason Bateman (VF : Bruno Choël ; VQ : Alain Zouvi) : agent spécial Adam Leavitt
- Ashraf Barhom (VF : Saïd Taghmaoui ; VQ : Jacques Lussier): colonel Faris Al-Ghazi
- Ali Suliman (VQ : Renaud Paradis) : sergent Haytham
- Jeremy Piven (VF : Maurice Decoster ; VQ : Louis-Philippe Dandenault) : Damon Schmidt, chef de mission adjoint, ambassade américaine à Riyad
- Richard Jenkins (VF : Gabriel Le Doze ; VQ : Guy Nadon) : James Grace, directeur du FBI
- Kyle Chandler (VF : David Krüger ; VQ : Pierre Auger) : agent spécial Francis Manner
- Frances Fisher (VF : Anne Jolivet ; VQ : Isabelle Miquelon) : Elaine Flowers, correspondante du Washington Post sur la sécurité nationale
- Danny Huston (VF : Pierre Dourlens ; VQ : Jacques Lavallée) : Gideon Young, procureur général des États-Unis
- Minka Kelly : Mlle Ross
- Anna Deavere Smith : Maricella Canavesio
- Amy Hunter (en) : Lyla Fleury
- Omar Berdouni (en) : prince Ahmed Bin Khaled
- Ashley Scott (VF : Virginie Méry) : Janine Ripon
- Peter Berg (VF : Vincent Ropion) : un agent du FBI
- Uri Gavriel (VF : Saïd Amadis) : Izz Al Din

Source et légende : Version Française (V.F.) sur Doublagissimo et RS Doublage, Version Québécoise (V.Q.) sur Doublage.qc.ca

## Production

### Genèse et développement
Peter Berg eu l'idée du film une dizaine d'années auparavant, à la suite de l'attentat des tours de Khobar, en Arabie saoudite, survenu le 25 juin 1996 : la branche armée locale du Hezbollah fait exploser devant les tours un camion plein de fioul, provoquant la mort de dix-neuf américains et en blessant 372 personnes. L'intrigue s'inspire également partiellement des attentats de Riyad le 12 mai 2003[réf. nécessaire]

« Cet acte terroriste constitua l'une des attaques antiaméricaines les plus violentes jamais perpétrées dans la région. Il porta aussi un coup très dur aux Saoudiens, et amena le FBI à collaborer, pour la première fois, avec les autorités locales en vue d'identifier les coupables. L'enquête se révéla délicate et laborieuse. J'ai pensé qu'il serait fascinant d'illustrer cette rencontre entre Américains et Arabes, de montrer les efforts de rapprochements de deux cultures qui ont un intérêt commun à lutter contre l'extrémisme religieux et ses violences. »

— Peter Berg, réalisateur du film.

### Attribution des rôles
C'est durant le tournage de Miami Vice : Deux Flics à Miami, réalisé par Michael Mann, que Jamie Foxx reçoit le scénario du Royaume par ce dernier, qui est le producteur du film. L'acteur accroche immédiatement au personnage de l'agent fédéral Ronald Fleury,.

« Fleury se faisait une idée assez abstraite de la lutte antiterroriste, mais depuis la mort de son vieil ami, il se sent personnellement impliqué dans ce combat qu'il est bien décidé à mener à terme. »

— Jamie Foxx, interprète de Ronald Fleury.
De plus, Michael Mann ajoute que Foxx « a le don de s'investir totalement dans des personnages de styles très divers » et qu'il lui « paraît on ne peut plus crédible en homme du FBI, de par l'intensité et le sérieux qu'il dégage », avis partagé par l'autre producteur du film,  (en), avec lequel il avait travaillé avec l'acteur sur Ray, Jarhead et Miami Vice, qui est convaincu qu'il est l'homme de la situation, il le pressa d'accepter de l'incarner.
Pour incarner le seul personnage principal féminin du groupe, Janet Mayes, le réalisateur Peter Berg choisit de confier le rôle à Jennifer Garner, amie de longue date ayant joués dans quelques épisodes de la série Alias, dans lequel elle tenait le rôle principal (ce dernier avait également tourné avec le mari de l'actrice, Ben Affleck, dans Mi$e à prix). Cette dernière est à la fois fascinée et terrifié par le script. Elle s'immerge rapidement dans l'univers de son personnage, une experte en linguistique formée aux méthodes de la police scientifique. Elle ajoute concernant Janet : 

« L'un de ses meilleures amis de Quantico, Fran Manners, est mort dans l'attentat, et Janet ne supporterait pas d'être écartée de l'enquête pour de vagues raisons diplomatiques. »

— Jennifer Garner, interprète de Janet Mayes.
Le rôle de Sykes, expert en démolition et vétéran de l'équipe, est confié à Chris Cooper, qui n'est pas seulement séduit par l'aspect thriller politique, mais par « les informations solides qu'il nous livre sur les relations des États-Unis et de l'Arabie saoudite. »[réf. nécessaire] :

« Lorsque je tombe sur un projet aussi actuel et informatif, je n'ai qu'une envie : y apporter ma pierre. »

— Chris Cooper, interprète de Grant Sykes.
Le rôle de l'analyste Adam Levitt, spécialiste du renseignement auquel le scénariste a prêté l'humour narquois d'un ami de Washington, est tenu par Jason Bateman, davantage connu pour ses rôles humoristiques (Dodgeball ! Même pas mal !, Arrested Development) et qui avait donné la réplique à Peter Berg dans Mi$e à prix.

« Le script est suffisamment riche pour laisser chacun libre d'interpréter à sa guise son message politique [...] Pour moi, ce film souligne avant tout la futilité de la vengeance. Par ailleurs il regorge d'intrigues et de dangers, le tout traité de façon très excitante sur le mode d'un super film d'action. »

— Jason Bateman, interprète d'Adam Levitt.
Parmi les autres rôles, ceux des policiers saoudiens Al-Ghazi et Haytham, qui aident l'équipe, ils sont confiés respectivement aux acteurs Ashraf Barhom et Ali Suliman, vus dans le long-métrage Paradise Now, sur le terrorisme palestinien.

### Tournage
Le tournage débute le 10 juillet 2006, dans la région de Phoenix en Arizona, où l'équipe travaille une dizaine de semaines. Les principaux extérieurs américains sont filmés à Mesa, sur le campus polytechnique de l'université d'État de l'Arizona ainsi qu'au ministère de la Justice et au mémorial de la Deuxième Guerre de Washington.
Les scènes de désert sont tournées en Arizona :
— Scott Stuber (en), producteur du film.
Le tournage est émaillé par un accident : à Mesa, Peter Berg est impliqué dans un accident entraînant la mort de l’accessoiriste Nick Papac. Le SUV qu'il conduisait a percuté le quad conduit par Papac, qui décéde trois heures plus tard. Le tournage a repris un jour après l'accident[réf. nécessaire].
Le film est aussi tourné à Riyad (Arabie saoudite), Abou Dabi, aux Émirats arabes unis durant deux semaines à la mi-septembre de même qu'à l'Emirates Palace, hôtel de luxe de la ville d'Abou Dabi,. Soucieuse de ne pas heurter la population locale, la production a fait distribuer à l'ensemble des acteurs et des techniciens un mémo de dix-sept pages, fournissant de précieuses indications en matière de protocole, de comportements, d'habillement, de respect des traditions et des coutumes locales.

## Sortie et accueil

### Critique
Le Royaume obtient des critiques mitigées, que ce soit dans les pays anglophones ou en France. Le site Rotten Tomatoes lui attribue 51 % d'avis positifs pour 92 commentaires positifs et 90 commentaires négatifs et une note moyenne de 5.8⁄10 pour la catégorie All Critics et un pourcentage de 46 %, basé sur 19 commentaires positifs et 22 commentaires négatifs et une note moyenne de 5.5⁄10 dans la catégorie Top Critics. Le site Metacritic lui attribue une moyenne de 56⁄100, basé sur 22 commentaires positifs, 12 commentaires modérés et 3 commentaires négatifs.
En France, le site Allociné, ayant recensé 18 titres de presse concernant Le Royaume, lui attribue une note moyenne de 2.6⁄5 

### Box-office
| Pays ou région | Box-office      | Date d'arrêt du box-office | Nombre de semaines |
| -------------- | --------------- | -------------------------- | ------------------ |
| Mondial        | 86 658 558 $    | 31 décembre 2007           | ?                  |
| États-Unis     | 47 536 778 $    | 31 décembre 2007           | ?                  |
| France         | 408 953 entrées | 25 novembre 2007           | 4                  |

Lors de sa sortie aux États-Unis, Le Royaume prend la seconde place du box-office lors de son premier week-end d'exploitation avec 17,1 millions de $. Finalement, le film totalise 47,5 millions de $ de recettes sur le territoire américain et 86,7 millions de $ dans le monde, dont 39,1 millions de $ à l'international. Le Royaume a obtenu un succès sur le marché de la vidéo avec 77,3 millions de $ de recettes.
En France, Le Royaume démarre à la troisième place du box-office avec 242 603 entrées, mais reste à l'affiche durant quatre semaines avec 408 953 entrées (soit 3,4 millions de dollars).
Le film a engrangé 86,6 millions de dollars dans le monde.